# Trinidad (Colorado)
Trinidad település az Amerikai Egyesült Államok Colorado államában, Las Animas megyében, melynek megyeszékhelye is. Lakosainak száma 8329 fő (2020. április 1.).

## Népesség
A település népességének változása:

| 2010 | 9 096 |
| 2020 | 8 329 |